# Samuel Ward Francis
Samuel Ward Francis, né le 26 décembre 1835 et mort le 25 mars 1886, est un médecin, inventeur, physicien et écrivain américain.

## Biographie

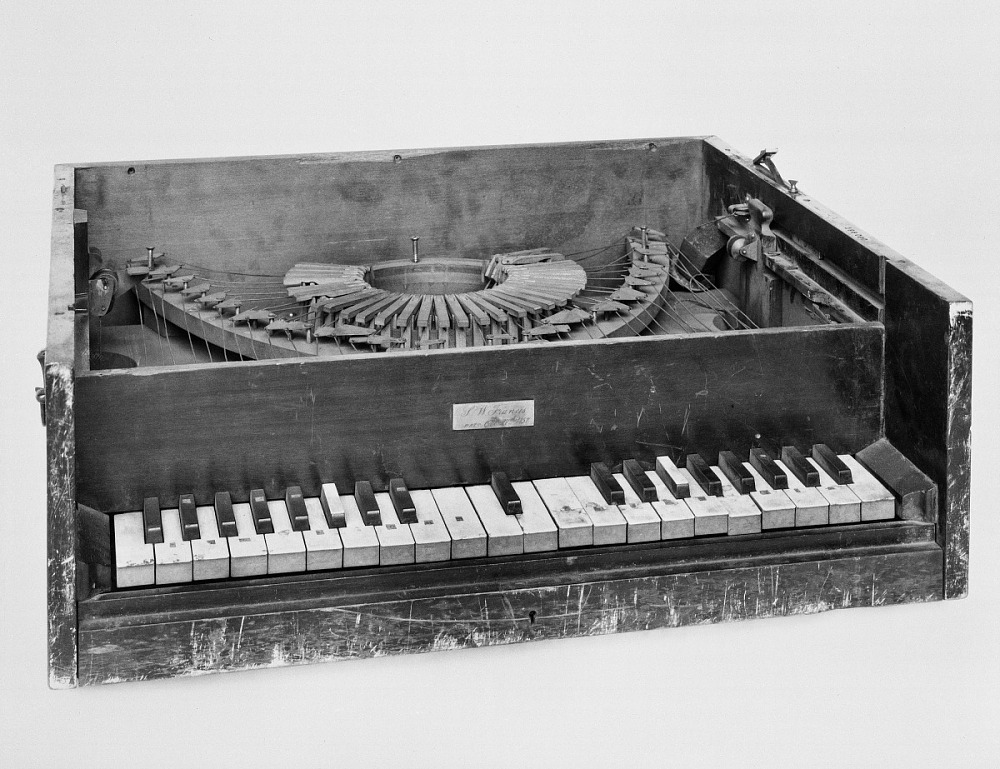
Machine à écrire de Samuel Ward Francis (1857) (National Museum of American History)

Dernier fils du médecin américain John Wakefield Francis, Samuel Ward, naît le 26 décembre 1835 à New York City. Son admission à 17 ans au Columbia College est retardée par le voyage qu'il entreprend en Europe où il visite l'Irlande, l'Angleterre, l'Écosse et la France. En 1857, il obtient son diplôme du Columbia College, et fabrique sa première invention, une machine à écrire avec 36 touches.
Pour plaire à son père, il reprend des études de médecine et obtient son titre de docteur en 1860 au University Medical College of New York après avoir travaillé dans l'équipe du chirurgien Valentine Mott. Il poursuit des études au University of the city of New York pour devenir chimiste physicien.
Aidant son père dans son cabinet médical, il assume en plus une place de pharmacien au Northen Dispensary pour les maladies de peau, de tête ou d'abdomen tout en travaillant à de nouvelles inventions comme en 1868 un cercueil à ouverture automatique avec un système d'alarme télégraphique, en 1874 une fourchette-cuillère hybride très design ou en 1863 une machine à oblitérer les timbres-poste, ou encore en 1875 une machine à coudre.

## Publications
Ses ouvrages sont, à l'image de sa carrière, hétéroclites. Ils comprennent des romans comme Inside out: a curious book (New York, 1862), des biographies comme Biographical sketches of distinguished living New York surgeons (New York, 1866), des mémoires comme Water: Its History, Caractheristics, Hygienic and Therapeutic Uses (New York, 1861), des nouvelles comme Life and Death; A Novel (New York, 1871).
Il est le correspondant de Alabama State Sentinel et de Clyde Weekly, le critique littéraire de Home Journal, et a écrit dans de nombreux périodiques scientifiques ou littéraires.

## Fonctions
Il assume de multiples fonctions dans sa carrière. Il participe à la création de la Sanitary Protection Agency en 1878. Il est à l'origine de la création de la Newport Natural History Society et de la Newport Society for the Prevention of Cruelty to Animals. Il a été membre de la Boston Gynegical Society, de New York Charity Organization, de Rhode Island State Medical Society, mais aussi de Victoria Institute, de Phylosophical Society of Great Britain.